# Кубицова, Божена
Божена Кубицова (чеш. Božena Kubicová, урождённая Котландова, чеш. Kotlandová; 8 октября 1927, Прага — 8 сентября 2021, Прага) — чешская кларнетистка.
Начала учиться игре на скрипке, но вскоре переключилась на кларнет. В годы Второй мировой войны дебютировала в составе выступавшего в Брно эстрадного оркестра под управлением Карен Остра. В 1945—1950 гг. училась в Пражской консерватории у Владимира Ржиги, затем в 1950—1954 гг. продолжила занятия под его же руководством в Академии музыкального искусства в Праге. Одновременно в 1950—1957 гг. играла в симфоническом оркестре вооружённых сил ЧССР. В 1953 году стала победительницей международного конкурса исполнителей «Пражская весна», была также лауреатом ряда других конкурсов. Выступала в составе квартета духовых инструментов с Миланом Мунцлингером (флейта), Ярославом Вагоуном (гобой) и Яном Месарошем (фагот).
Выйдя замуж за Вацлава Кубицу, кларнетиста и музыковеда, вместе с мужем гастролировала в странах Ближнего Востока и Северной Африки, в течение нескольких лет играла в оркестрах в Ираке и Марокко. По возвращении в Чехословакию занималась преимущественно педагогической работой.